# Korzyści zakresu
Korzyści zakresu (ang. economies of scope) – efektywność utworzona przez zróżnicowanie produkcji, a nie zwiększenie ilości (ten drugi to korzyści skali). Oznacza to, że koszt wyprodukowania jednej jednostki danego dobra będzie malał wraz ze wzrostem zróżnicowania produkcji.

## Ekonomia
Opracowanie tej koncepcji jest przypisywane ekonomistom: Johnowi C. Panzarowi i Robertowi D. Willigowi.
Podczas gdy korzyści skali obniżają przeciętne koszty całkowite dzięki zwiększeniu skali produkcji (korzyści płynące ze skali masowej), korzyści zakresu powodują obniżenie przeciętnego kosztu całkowitego (koszt wyprodukowania jednostki) dzięki zróżnicowaniu produktów.
Załóżmy, że produkujemy dwa dobra q1 i q2, a TC(q1, q2) to nasza funkcja kosztów całkowitych. Możemy mówić o korzyściach zakresu, jeśli TC(q1, q2) ≤ TC(q1,0) +TC(0,q2).
Korzyści zakresu wynikają z jednoczesnej produkcji dóbr (tzw. koprodukcja) potrzebnych do produkcji dobra trzeciego lub z produkcji dóbr, które dzielą wkład produkcyjny niezbędny do ich wyprodukowania, a także jeśli dzielą procesy produkcyjne. Pozwalają one na zwiększenie wydajności produkcji i lepsze reagowanie na zmiany preferencji konsumentów. Zmniejszają one także ryzyko, poniesione przez firmę dzięki różnorodności produktów.

## Sposoby na osiągnięcie korzyści zakresu
1. Zwiększenie efektywności poprzez zróżnicowanie produkcji, dzięki produktom, które dzielą nakłady oraz uzupełniają procesy produkcyjne.
2. Horyzontalne połączenie przedsiębiorstw. Dwa przedsiębiorstwa mogą się połączyć w celu zróżnicowania linii produkcyjnych i obniżenia przeciętnego kosztu magazynu. Dzięki fuzji mogą także obniżyć wydatki poświęcone na badania i rozwój.
3. Jeśli firma jest w stanie wykorzystać swoją wiedzę operacyjną, zasoby i możliwości organizacyjne, mogłaby skorzystać na zróżnicowaniu linii produkcyjnej.

## Korzyści zakresu a korzyści skali
Korzyści zakresu polegają na ograniczeniu kosztów wyprodukowania wielu dóbr, dzięki zwiększonej produkcji różnych dóbr dzielących te same procesy produkcyjne.
Natomiast korzyści skali polegają na ograniczeniu kosztu wyprodukowania jednostki dobra, dzięki zwiększonej produkcji tego dobra i zastosowaniu nowoczesnej technologii (produkcja masowa).

## Przykład
Producent obuwia, który produkuje obuwie męskie oraz damskie, gdy doda linię produkcyjną obuwia dziecięcego, powstaną korzyści zakresu, ponieważ do produkcji obuwia dziecięcego może wykorzystać ten sam sprzęt, dostawy materiałów, magazyn czy kanał dystrybucyjny. W przyszłości poskutkuje to obniżeniem kosztu wyprodukowania jednostki obuwia.
Także drukowanie przestrzenne to technologia wykorzystywana w wielu branżach przemysłu, która mogłaby efektywnie wykorzystać korzyści zakresu ze względu na to samo wyposażenie potrzebne do produkcji wielu dóbr taniej jednocześnie, zamiast oddzielnie.